# Ніколає-Белческу (комуна, Келераш)
Ніколає-Белческу (рум. Nicolae Bălcescu) — комуна у повіті Келераш в Румунії. До складу комуни входять такі села (дані про населення за 2002 рік):
- Ніколає-Белческу (1187 осіб)
- Пайку (119 осіб)
- Финтина-Доамней (401 особа)

Комуна розташована на відстані 51 км на схід від Бухареста, 53 км на північний захід від Келераші, 148 км на південний захід від Галаца.

## Населення
За даними перепису населення 2002 року у комуні проживали 1707 осіб. Усі жителі комуни рідною мовою назвали румунську.
Національний склад населення комуни:
| Національність | Кількість осіб | Відсоток |
| -------------- | -------------- | -------- |
| румуни         | 1664           | 97,5%    |
| цигани         | 43             | 2,5%     |

Склад населення комуни за віросповіданням:
| Релігія     | Кількість осіб | Відсоток |
| ----------- | -------------- | -------- |
| православні | 1697           | 99,4%    |
| адвентисти  | 7              | 0,4%     |
| реформати   | 1              | 0,1%     |
| бретрени    | 1              | 0,1%     |

## Зовнішні посилання
- Дані про комуну Ніколає-Белческу на сайті Ghidul Primăriilor [Архівовано 30 листопада 2009 у Wayback Machine.]